# Eredivisie Futsal
De Eredivisie Futsal is de hoogste zaalvoetbalafdeling voor mannen in Nederland. In deze competitie, die onder verantwoordelijkheid valt van de Coöperatie Eredivisie Futsal, wordt om de landstitel gestreden en er komen zestien clubs in uit. De Eredivisie Vrouwen Zaalvoetbal is de vrouwelijke equivalent van deze competitie.

## Geschiedenis
Eredivise
De Eredivisie werd ingevoerd in het seizoen 1992/93 als hoogste divisie van het Nederlandse zaalvoetbal. In het seizoen 2008/09 kwam daar een Topdivisie boven en vanaf het seizoen 2012/13 werd de naam voor de hoogste divisie weer Eredivisie met daaronder de Eerste divisie op het tweede niveau en de Topklasse op het derde niveau (op dat moment analoog aan de veldcompetitie naamgeving). Het verving daarmee de in 2008/09 van start gegane Topdivisie zaalvoetbal. De kampioenen van de Eerste Divisie, met een A en B poule met elk twaalf teams, en de periodekampioenen spelen samen met de degradatiekandidaten van de Eredivisie in de play-off om een plek in de Eredivisie.
Topdivisie
De Topdivisie werd in het seizoen 2008/09 ingevoerd boven de toenmalige Eredivisies die twee poules van twaalf clubs (A en B -Noord en Zuid-) omvatte. Met de invoering werd de topcompetitie teruggebracht tot twaalf teams. Nieuw ten opzichte van de Eredivisies was dat de clubs in de Topdivisie verplicht waren (minimaal) tweemaal per week te trainen en dat de competitiewedstrijden op zaterdag tussen 16.00 en 20.00 uur gespeeld moesten worden.
In het seizoen 2006/07 werd de toenmalige Eredivisie (14 teams) uitgebreid tot de Eredivisies A en B; het doel en de hoop was door de top te verbreden het niveau van het Futsal in Nederland te verhogen. Na twee seizoenen bleek de nieuwe opzet op het niveau, de uitstraling en de publieke belangstelling vooral een averechts effect te hebben gehad. Hierdoor werd het plan min of meer weer teruggedraaid door de invoering van de Topdivisie.

## Deelname 2024/25
| Team                     | Plaats           | Sporthal                 |
| ------------------------ | ---------------- | ------------------------ |
| Be '79                   | Berkel-Enschot   | sporthal 't Ruiven       |
| FC Eindhoven             | Eindhoven        | Indoor sportcentrum Zuid |
| ZVV Eindhoven            | Eindhoven        | Sporthal Genderbeemd     |
| FCK/De Hommel            | 's-Hertogenbosch | Schutskamp               |
| FC Marlène/FG Groep      | Heerhugowaard    | Waardergolf              |
| Heracles Almelo          | Almelo           | Iispa                    |
| ZVV Groene Ster          | Vlissingen       | Baskenburg               |
| Hovocubo/Veerhuys        | Hoorn            | Vredehof                 |
| Os Lusitanos/Daily Paper | Amsterdam        | Calvijn College          |
| PKC'83/Team Amoeri       | Groningen        | Europapark               |
| ZVV Scagha '66           | Schagen          | Groeneweghal             |
| Tigers Roermond          | Roermond         | Jo Gerrishal             |
| TZR Fermonia Boys        | Roermond         | Jo Gerrishal             |
| VNS United               | Amsterdam        | Sporthal de Weeren       |
| RKAV Volendam            | Volendam         | de Opperdam              |
| ZVG/Cagemax              | Gorinchem        | Oosterbliek              |